# Vezdekhod
Il Vezdekhod (russo: Вездеход) fu il primo vero carro armato a essere sviluppato dalla Russia imperiale. La parola Vezdekhod vuol dire letteralmente: "Colui che può andare ovunque" o "Veicolo per ogni terreno". Non ha tuttavia superato la fase di prototipo a causa di problemi nella progettazione. Venne progettato nell'agosto del 1914 dal ventitreenne progettista Aleksandr Porokhovschikov, che si offrì di costruire un veicolo con capacità fuoristrada; i progetti e il lavoro di stima furono completati nel gennaio del 1915, e il 13 dello stesso mese venne ne approvata la costruzione. Il progetto venne supervisionato dal colonnello Poklevskij-Kozello.

## Storia

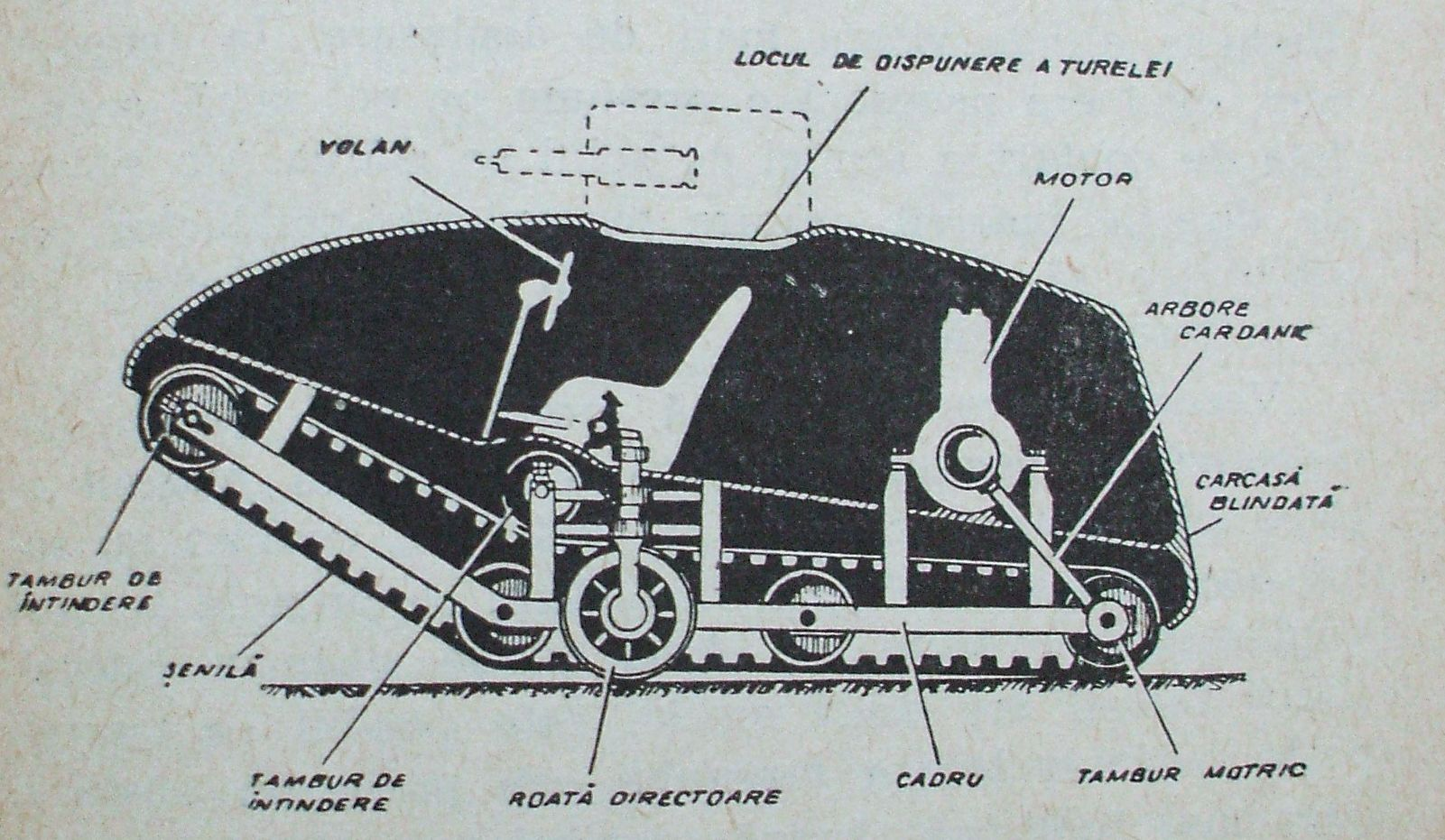
Disegno tecnico del Vezdekhod.

La costruzione del prototipo partì nel febbraio del 1915 e i primi test su una strada asfaltata iniziarono nel mese di maggio e finirono negli ultimi mesi dell'anno quando, le autorità, si accorsero che alcuni difetti di sterzata alle alte velocità non lo rendevano un buon investimento.
Il progetto fu riaperto nell'ottobre del 1916 e vennero compiuti ulteriori progressi.
I disegni originali e le possibili fotografie vennero probabilmente persi durante la Rivoluzione del 1917.
Dopo poco tempo i giornali russi pubblicarono notizie su carri armati inglesi presentati come i primi nella prima guerra mondiale, Porokhovščikov sostenne sempre che il Vezdekhod fu il primo vero carro armato costruito nella storia. Porokhovščikov ricevette, per la progettazione del mezzo 8.340 dei 18.000 rubli assegnato al progetto oltre 25 anni dopo Porokhovščikov fu condannato a morte dall'NKVD per "spesa di fondi pubblici per invenzioni inutili".

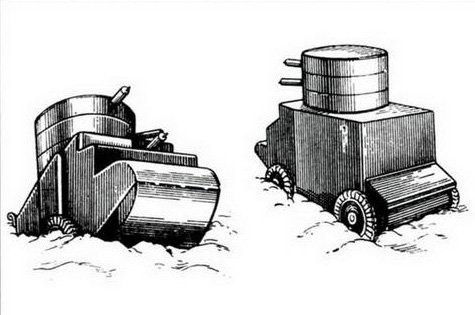
Disegni della seconda versione, mai realizzata

Del Vezdekhod esisté il progetto di una seconda versione armata con tre mitragliatrici del PM 1910 da 7,62 mm: una era installata nello scafo, le altre due in una peculiare doppia torretta, una sopra all'altra. La corazzatura era forse spessa al massimo 8 mm. In ogni caso, si trattò solo di un'idea che non neppure messa in pratica.

## Caratteristiche tecniche
Il Vezdekhod era costituito da un telaio saldato e il suo movimento era assicurato da un unico grande cingolo in tessuto gommato teso su quattro tamburi, il tamburo anteriore tendeva il cingolo verso l'alto. Il Vezdekhod possedeva due piccole ruote collocate prossimamente al cingolo, le quali potevano essere abbassate per permettere al Vezdekhod, essendo controllato da un volante, di comportarsi come un'automobile. La macchina era propulsa da un motore a benzina della potenza di 10 hp che agiva attraverso il tamburo posteriore. Nelle prove sembra che il Vezdekhod potesse raggiungere una velocità, straordinaria per l'epoca, di 40 versta all'ora (42,672 km/h), ma con il peso della corazza risultava impossibile da guidare attraverso le ruote appositamente costruite e a causa di ciò il progetto venne respinto e Dipartimento per la tecnica militare vietò ulteriori lavori al Vezdekhod dopo il dicembre 1915. Le prestazioni effettive di Vezdekhod sono oggi fonte di dibattito, ma secondo il test, i cui risultati sono contenuti Report No. 4563, sembra che Vezdekhod potesse raggiungere velocità di 25 versta/h (26,670 km/h) Inoltre il Vezdekhod poteva salire lungo un pendio con 40° di inclinazione, attraversare una trincea di tre metri di larghezza e superare un ostacolo verticale di 0,75 m.